# Richard Gibson
Richard Gibson (ur. 1 stycznia 1954 w Kampali w Ugandzie) – brytyjski aktor teatralny, filmowy i telewizyjny, także skrzypek, występował w roli Ottona Flicka w serialu ’Allo ’Allo!.

## Filmografia
- 1969: Hadleigh jako Steve Sefton
- 1971: Tom Brown’s Schooldays jako Apollo
- 1971: Posłaniec (The Go-Between) jako Marcus Maudsley
- 1973: England Made Me jako młody Tony
- 1977: Poldark II jako Geoffrey Charles Poldark (w wieku 15 lat)
- 1979: Park Ranger jako Paul Graham
- 1979: The Gate of Eden jako Peter
- 1981: The Coral Island jako Ralph
- 1982–1992: ’Allo ’Allo! jako Herr Flick
- 1985: Klucz do Rebeki (The Key to rebecca) jako kapitan Newman
- 1990–1996: The Upper Hand jako Ben
- 1993: Trade Winds
- 1994: The Best of ’Allo ’Allo! jako Herr Otto Flick
- 1998: Children of the New Forest
- 1999: The Young Girl and the Monsoon jako znana osobistość
- 2003: Stars Reunited jako on sam
- 2004: Omagh  jako doradca prawny